# Killah Priest
Pour les articles homonymes, voir Reed.
Killah Priest, de son vrai nom Walter Reed, née le 16 août 1970 à Brooklyn, New York, est un rappeur, producteur de musique et acteur américain. Il est également membre du supergroupe The HRSMN aux côtés de Canibus, Ras Kass et Kurupt. Il est mieux connu pour ses paroles spirituelles composées de références religieuses et métaphoriques. Il se lie aux hébreux noirs à travers ses rimes, et est connu pour ses avis politiques.

## Biographie

### Débuts
La carrière de Killah Priest débute en 1994 lors d'apparitions sur l'album 6 Feet Deep des Gravediggaz, plus précisément sur les deux chansons, Diary of a Madman et Graveyard Chamber, ainsi que sur des albums solo des membres du Wu-Tang Clan tels que Liquid Swords de GZA ou Return to the 36 Chambers: The Dirty Version d'Ol' Dirty Bastard.
En 1995, le groupe de Priest, Sunz of Man, avec les rappeurs Hell Razah, 60 Second Assassin et Prodigal Sunn signent sur le label Wu-Tang Records. À l'origine, Sunz of Man faisait participer Shabazz the Disciple, ancien membre d'un duo avec Priest appelé The Disciples of Armageddon.
Le premier album solo de Killah Priest, Heavy Mental, est publié chez Geffen Records le 10 mars 1998. L'album est produit par les producteurs de Wu-Elements, un groupe dirigé par le rappeur RZA. Il est bien accueilli par la presse spécialisée et se classe 24e au Billboard 200. Entretemps, le premier album des Sunz of Man, The Last Shall Be First, est publié en 1998. Ces deux albums sont fortement imprégnés d'influences religieuses, le titre de l'album des Sunz of Man étant directement tiré d'un texte de la Bible.
Début 1999, un deuxième album avec les Sunz of Man, The First Testament est publié.

### Années 2000
Priest publie son deuxième album, View from Masada, le 9 mai 2000,. Ras Kass et Canibus participent à l'album, qui atteint la 73e place du Billboard 200. L'album est dans un esprit plus commercial que son prédécesseur Heavy Mental, et présente le nouveau crew Maccabeez. L'album popularise également Just Blaze, qui produira par la suite les albums de plusieurs autres rappeurs de renom comme Cam'ron, Erick Sermon, Fabolous et Jay-Z. Bien que félicité par la presse spécialisée, l'album est un échec commercial, et Priest est renvoyé de son label. Le 10 juillet 2001, Priest publie son troisième album solo, et premier album indépendant, Priesthood. L'album est produit par Luminati et Nirocist, et publié sous le label Proverbs. Il publie un quatrième album, Black August, le 3 juillet 2003 cette fois sur le label Recon. Plus tard dans l'année, il publiera Black August Revisited.
Après son départ des Wu et des Sunz of Man, Priest aide à lancer le supergroupe The HRSMN avec Ras Kass, Canibus et Kurupt. En octobre 2003, Killah Priest et Dreddy Kruger publient un album de neuf chansons intitulé The Horsemen Project sur le label Think Differently Music/Proverbs Music Inc., puis est mis en vente sur Internet. Sur HipHopGames, Killah Priest mentionne de temps à autre les Horsemen. La publication d'un nouvel album du groupe est annoncée le 1er mai 2006. Il explique que « The Horsemen Project devrait arriver. Pour le moment, on doit chopper Kurupt. Il est occupé avec Tha Dogg Pound, mais il devrait venir. On a pas mal de chansons en stock. » Il sera également membre de la Black Market Militia.
En 2005, Priest publie l'album The Black Market Militia accompagné de Tragedy Khadafi, Hell Razah et Timbo King. Quelques années passent avant la publication de son nouvel album solo, The Offering le 27 mars 2007. Il passe ensuite au label Traffic label. Il publie Behind the Stained Glass en mai 2008, suivi de deux nouveaux albums en 2009 intitulés The Exorcist et Elizabeth.
The 3 Day Theory est publié en 2010.

### Années 2010
En août 2010, Killah Priest annonce la venue d'un nouvel album, The Psychic World of Walter Reed, avec la participation de RZA et d'autres membres du Wu-Tang Clan et des Four Horsemen. Après quelques reports de date, The Psychic World of Walter Reed est publié le 25 février 2013. Le 11 mars 2013, Priest participe à la mixtape Digital Dynasty 24.
Killah Priest mentionne plusieurs œuvres sur lesquelles il a collaboré comme The Untold Story of Walter Reed Pt. 2, Castle Hop (produits par DJ Woool), Natural Born Killers avec Ghostface Killah et Planet of the Gods (produit par Godz Wrath). En avril 2014, il explique reporter la sortie The Untold Story of Walter Reed Pt. 2 et avoir fini Planet of the Gods, publié le 4 juin 2015. En mai 2015, il publie le single Alien Stars.

## Discographie

### Albums studio
- 1998 : Heavy Mental
- 2000 : View from Masada
- 2001 : Priesthood
- 2003 : Black August
- 2003 : Black August Revisited
- 2007 : The Offering
- 2008 : Behind the Stained Glass
- 2009 : The Exorcist
- 2009 : Elizabeth
- 2010 : The 3 Day Theory

### Albums collaboratifs
- 1998 : The Last Shall be the First (avec Sunz of Man)
- 1999 : The First Testament (avec Sunz of Man)
- 2002 : Saviorz Day (avec Sunz of Man)
- 2003 : Four HRSMN Project (avec Four Horsemen)
- 2005 : Black Market Militia (avec Black Market Militia)
- 2006 : The Old Testament (avec Sunz of Man)